# Go! Go! 다섯 쌍둥이
《Go! Go! 다섯 쌍둥이》(일본어: ゴーゴー五つ子ら・ん・ど, 영어: Go! Go! Itsutsugo Land)는 일본 TBS에서 방영된 아동용 코미디 애니메이션이다.

## 개요
실제로 존재하는 도쿄 시나가와의 도고시긴자를 작품 배경으로 하고 있는 일종의 생활 애니메이션으로 한날한시에 태어난 쌍둥이건만 성격은 제각각인 5남매가 벌이는 소동이 주된 에피소드이다.

## 애니메이션
2001년 4월 14일부터 2002년 3월 30일까지 일본 TBS에서 저녁 애니메이션으로 방영되었다. 대한민국에서는 투니버스에서 2001년에 더빙하여 26개의 에피소드를 1기로, 2003년에 더빙햐여 18개의 에피소드를 2기로 구분하여 방영하였다. 그렇지만, 나머지 6개의 에피소드는 왜색이 막강한 방송규제관계로 방영되지 못하였다.

### 방영 목록

#### Go! Go! 다섯 쌍둥이
| 회차       | 주제                                                                                    | 원제                                                       |
| ---------- | --------------------------------------------------------------------------------------- | ---------------------------------------------------------- |
| 1회        | 우리는 초등학생 + 홍이와 돌돌이                                                         | 入学式は大パニック!+あらしとロクちゃん                     |
| 2회        | 하얀이가 다이어트를 한 까닭은 + 하늘이의 첫사랑!                                        | こだまのダイエット大作戦+かぶとの初恋                      |
| 3회        | 보라, 가수데뷔하다 + 귀신을 찾아라                                                      | きのこのアイドル・コンテスト+ ひのきのオバケ退治           |
| 4회        | 홍이는 명탐정+하얀이의 엄마는 누구?                                                     | 名探偵あらし 真犯人は誰だ!?+こだまの消えた誕生日           |
| 5회        | 선생님의 취미는 (하늘이는 사랑의 큐피트) + 보라의 카네이션                              | かぶとは恋のキューピッド!+きのこの母の日大作戦             |
| 6회        | 원피스 대소동! + 남이의 씨름대회 (미방영)                                               | 初めてのお留守番+ひのきのすもう大会                        |
| 7회        | 8번 보트를 찾아라! + 아빠의 얼굴                                                        | ラブラブ遠足大騒動+パパの会社へゴーゴー!                   |
| 8회        | 보라, 특종을 잡아라! (미방영) + 난 치과가 싫어 (국내판에서는 원피스 대소동에 이어 방영) | きのこのスクープを狙え!+恐怖の歯医者さん                   |
| 9회        | 물고기 점의 예언 + 엄마는 동화작가                                                      | むつでゾーラム+ママは童話作家!?                            |
| 10회       | 보라의 국제 결혼 (미방영) + 아빠의 생일 선물                                            | きのこのラブラブ国際結婚?+パパに秘密のプレゼント           |
| 11회       | 난 수영이 싫어 + 힘내라! 샌더즈                                                         | プール開きでドッキリ!+がんばれ! サンダーズ                 |
| 12회       | 하늘이의 가출 (미방영) + 하얀이의 엄마연습 (국내판에서는 아빠의 생일 선물에 이어 방영)  | かぶとの家出+こだまの一日お母さん                          |
| 13회       | 우리 홍이는 명탐정...맞아 + 스타의 길은 멀고도 험해                                     | 名探偵あらし 姿なき怪盗!?+きのこのスターへの道!            |
| 14회       | 누가누가 많이먹나! + 엄마,아빠의 대결투                                                 | こだまのフードバトル!+大変だ!! パパとママの大戦争          |
| 15회       | 남이, 나의 방을 갖고 싶어! (미방영) + 비행기는 재미있어!                                | ひのきのぼくの部屋が欲しい!+五つ子・初めての飛行機         |
| 16회       | 야호! 시골이다! + 공룡을 찾아서                                                         | 北海道まるごと大冒険!!+北海道まるごと大冒険!! つづき       |
| 17회       | 신기록을 향하여! + 사진 속의 유령!                                                      | かぶとの新記録をねらえ!!+きのこのコワ〜イ写真!?            |
| 18회       | 공포의 마구 + 한 여름의 산타할아버지                                                    | かわばた巡査愛のレッスン!+真夏のサンタクロース             |
| 19회       | 내 말 좀 들어줘! + 어머, 깜짝이야! 보라의 심부름꾼 (미방영)                             | とどけ! ロクちゃんの言葉+アッコもビックリ!きのこの付き人   |
| 20회       | 태풍을 이기는 소녀! + 엄마의 여름방학!                                                  | きのこの台風なんかぶっ飛ばせ!+ママの夏休み                 |
| 21회       | 소미의 사랑 + 홍이는 진짜 사나이                                                        | かぶとに恋のライバル!?+あらしの万引き騒動                  |
| 22회       | 할아버지께서 오셨어 (미방영) + 돌돌이의 데이트                                          | ホラふきじいちゃんが来た!+ロクちゃんのデート               |
| 23회       | 보라의 가출 + 돌돌이가 최고야!                                                          | きのこの家出? +ロクちゃんのワンワン選手権                  |
| 24회       | 하늘이의 슛을 맞춰라 + 명탕점 하늘이 대 홍이 (미방영)                                   | かぶとのシュートを決めろ!!+ 名探偵あらしvsきのこ           |
| 25회       | 즐거운 교통안전 교실 + 유리는 내친구                                                    | ラブラブ愛の交通安全+みかんはきのこの大親友!               |
| 26회       | 햄스터를 찾아라! + 난 운동회가 싫다구!                                                  | きのこのハムスターを探せ!+ひのきの運動会なんて大嫌い       |
| 27회       | 미나의 첫뽀뽀! + 유리의 화려한 복수                                                     | カリンちゃん、初めてのキス!+みかんの華麗なる復讐パーティー |
| 28회       | 개구리 대모험! + 아빠의 여자친구                                                        | こだまのケロケロ大冒険+パパの恋人?                         |
| 29회       | 돌돌이 발레하다 + 데이트 미행하기                                                       | アイちゃんの踊るテレビ出演!?+きのこのデートでゲット大作戦! |
| 최종화(30) | 신데렐라는 내꺼야! (스페셜 제1편)                                                       | きのことみかんのシンデレラをねらえ!                        |

### 미방영
- 6화
- 8화
- 10화
- 12화
- 15화
- 19화
- 22화
- 24화

### 스폐셜
- 최종화(30)

#### Go! Go! 다섯 쌍둥이 2
| 회차       | 주제                                                                        | 원제                                                            |
| ---------- | --------------------------------------------------------------------------- | --------------------------------------------------------------- |
| 1회        | 사나이 홍이의 가출 + 하늘이의 100점을 위하여                                | あらしの家出!+かぶとの100点をねらえ!                            |
| 2회        | 쌍둥이네 가난탈출 대작전 + 그애의 멋진 생일                                 | 森野家ビンボー脱出大作戦+あの子の素敵なバースデー               |
| 3회        | 하얀이의 사랑의 많이 먹기 내기 + 이럴 수가! 담임 선생님한테 애인이 생겼다고 | こだまのラブラブ・フードバトル+ショック! くるみ先生にナゾの恋人 |
| 4회        | 버릇없는 별의 왕자님 (스페셜 제2편)                                         | ワガママ! 星の王子様                                            |
| 5회        | 보라와 유리의 영화 데뷔 (스페셜 제3편)                                      | きのことみかんの映画デビュー                                    |
| 6회        | 연애 편지다! 그런데 누가 보냈지 + 산타클로스가 된 다섯쌍둥이                | きのこに謎のラブレター+五つ子、サンタになる!?                   |
| 7회        | 저주의 방 + 남이의 복권 대소동                                              | 呪いの部屋+ひのきの宝くじ大騒動                                 |
| 8회        | 금을 찾아라 + 설날 주사위 던지기 대회 (미방영)                              | 徳川埋蔵金をさがせ!+ みかん屋敷のお正月スゴロク大会             |
| 9회        | 눈물의 이별! 안녕, 보라야! (국내 9회 전반부) + 홍이의 성인식 (미방영)       | 涙の別れ! グッバイきのこ+あらしの成人式!?                       |
| 10회       | 홍이는 바람둥이 설마~ + 여자들의 전쟁, 눈속에서 살아남기                    | プレイボーイあらし!+女の戦い! 大雪サバイバル                    |
| 11회       | 보라의 키스키스 대작전 (국내 9회 후반부) + 남이가 집안의 기둥 (미방영)      | きのこのキスキス大作戦!+ひのきは一家の大黒柱!?                  |
| 12회       | 천재적인 가위손 보라 + 사나이 홍이의 남자 만들기!                           | カリスマ美容師きのこ!?+あらしのイジメなんかやっつけろ!          |
| 13회       | 발렌타인데이 초콜릿 대소동 (스페셜 제4편)                                   | バレンタイン大パニック!!                                        |
| 14회       | 유리의 눈속의 대작전 + 환상의 설인 예티 대 진남이!                          | みかんの雪山大脱走!+幻の雪男VSひのき                            |
| 15회       | 누가 주인공 남이 대 보라 + 마술사 원숭이의 엄마 찾기!                       | どっちが主役!? ひのきVSきのこ+マジシャン猿のママさがし          |
| 16회       | 유리의 가출 + 보라의 스캔들 나기 대작전                                     | みかんの家出+きのこのえなり君とスキャンダル                     |
| 17회       | 명탐정 대결! 홍이 대 보라! + 하늘이의 화이트데이                            | 名探偵対決! あらしVSきのこ+かぶとのホワイトデー                 |
| 18회       | 남이의 사랑 찾기 대작전! + 하늘이와 세호의 안녕, 친구야                     | ひのきのラブラブ大作戦+かぶと・タカ彦の友よさらば!!             |
| 19회       | 유리의 전학! + 사랑의 마지막 일구                                           | みかんが転校!+愛のラストボール                                  |
| 최종화(20) | 보라의 맞선 소동 + 안녕, 돌돌아                                             | きのこのお見合いトラブル!+さよならロクちゃん                    |

### 미방영
- 8화
- 9화
- 11화

### 스폐셜
- 4화
- 5화
- 13화

### 스태프
- 감독 · 구성 : 시부이치 세츠코
- 각본 : 스에나가 미츠요
- 음악 : 이와사키 타쿠
- 애니메이션 제작 : 에이켄
- 제작 : TBS

## 주제가

#### 일본 주제가
- 첫번째 오프닝 : 「울트라멩고!!(ウルトラメンゴ!!)」 노래 : 피카피카
- 두번째 오프닝 : 「친구란 건 좋잖아(仲間っていいじゃん)」 노래 : EE JUMP

#### 한국 주제가
- 1기 오프닝 : 「GO! GO! 다섯 쌍둥이 여는 노래」 노래: 양정화, 전숙경, 여민정
- 2기 오프닝 : 「모여라!」 노래: 양정화, 이자명, 이명선, 김선혜, 여민정